# Campeonato Guianense de Futebol - Segunda Divisão de 2018-19
A Segunda Divisão de 2018-19 do Campeonato Guianense de Futebol foi o torneio classificatório para a Primeira Divisão, conhecida como Liga de Elite. 
A competição definiu os dois clubes promovidos para a edição de 2019 do campeonato nacional.

## Participantes
As Ligas Regionais de 2018 determinaram os participantes do play-off da Segunda Divisão, realizado em fevereiro de 2019. A importante Associação de Futebol de Georgetown, por ser a maior de todas, teve três vagas no torneio.
| Time                     | Associação          |
| ------------------------ | ------------------- |
| Buxton Stars FC          | East Demerara FA    |
| FC Eagles United         | Upper Demerara FA   |
| Georgetown FC            | Georgetown FA       |
| New Amsterdam United (R) | GFF Elite League(N) |
| Police FC                | Georgetown FA       |
| River's View FC          | Bartica FA          |
| Santos FC                | Georgetown FA       |
| Soesdyke Falcons         | East Bank FA        |

(N) 9º colocado no Campeonato Guianense de Futebol de 2017-18.

## Resultados

### Primeira fase
Os jogos da primeira fase foram realizados em 9 de fevereiro de 2019. Em negrito estão os times classificados para fase seguinte.
| Equipe 1             | Resultado   | Equipe 2         |
| -------------------- | ----------- | ---------------- |
| Santos FC            | 8:0         | Eagles United    |
| Georgetown FC        | 0:1         | Buxton Stars FC  |
| Riverview            | 1:4         | Police FC        |
| New Amsterdam United | (4) 3:3 (5) | Soesdyke Falcons |

### Segunda fase
Os jogos da segunda fase foram realizados em 10 de fevereiro de 2019. Em negrito estão os times classificados para o Campeonato Guianense de Futebol de 2019 (GFF Elite League).
| Equipe 1  | Resultado   | Equipe 2         |
| --------- | ----------- | ---------------- |
| Santos FC | (3) 1:1 (1) | Buxton Stars FC  |
| Police FC | 5:1         | Soesdyke Falcons |